# 파인딩 파라다이스
파인딩 파라다이스(영어: Finding Paradise)는 프리버드 게임즈가 만든 게임으로 2017년 12월 14일 출시 예정. 파인딩 파라다이스는 프리버드 게임즈의 감동 스토리 2로 전작인 투더문에 나오던 에바 로잘린 박사와 닐 와츠 박사가 다시 등장한다. 그리고 파인딩 파라다이스의 전작이자 투더문의 후속작인 어 버드 스토리는 파인딩 파라다이스의 프롤로그 형식이다.

## 줄거리
한 평생, 항공조종사와 첼리스트를 겸하며 아내와 아들을 헌신적으로 돌봐온 콜린 리즈. 어느날, 지병을 얻어 임종이 눈앞에 다가왔다. 닐과 로잘린은 늘 그런대로 의뢰인의 소망이 뭐냐고 물어봤는데 남편과 아버지가 한번도 말해준적이 없어서 자기네들도 모른다는 것이었다. 결국 닐과 로잘린은 의뢰인의 기억속에서 직접 찾기로 하고 가상현실 시스템을 가동한다.
그런데 가상현실 시스템을 구현하던 두사람은 특이한 사실을 하나 발견한다. 닐의 기억은 현대에서 과거로 흘러가는 방식이 아니라 현대와 과거를 번갈아 오가는 특이한 방식으로 재생된 것이다. 게다가 어린시절에는 지금의 부인이 아닌 '페이(Faye)'라는 수수께끼의 여자와 무척 가깝게 지내는 모습을 보여주며 여자관계에도 혼란이 오기까지 했다.
의문이 가득한채 구현을 하던 두 사람은 엄청난 진실을 알게된다.

## 등장인물
- 에바 로잘린(Eva Rosalene)&닐 와츠(Neil Watts)

게임의 주역. 이번작품에서도 힘을 합해 의뢰를 수행한다. 이번편에서는 닐의 개그가 한층 강화됐다. 또, 닐에 대한 여러 가지 수상한 정황이 동시에 드러났다.
- 록시 & 롭

닐과 로잘린이 근무하는 지크문트 사의 직장동료들. 전작에서는 잠깐 스쳐가는 정도였지만 이번에는 스토리에도 엄청난 영향을 준다.
- 콜린 리즈 (Colin Reeds)

이번 작품의 의뢰인. 어 버드 스토리의 주인공이었던 소년이다. 전작이 대사없이 진행된 터라 줄거리와 복선에 대해 의문이 많았는데 게임이 출시되면서 정체가 공개됐다. 항공기조종사와 첼리스트를 동시에 겸하고 있으며 살아생전 누구보다도 헌신적으로 가정을 돌봐왔지만 안타깝게도 지금은 지병을 얻어 임종을 눈앞에 두고있는 상황. 처음에는 아내의 완고한 반대와 본인의 망설임으로 지크문트의 의뢰를 망설였지만 직원의 입담과 광고에 넘어가 서비스를 신청한다.
- 애셔(Asher Reeds)

콜린의 아들. 부모님을 자주 뵈러 오곤 한다. 혼기가 지났음에도 혼자 살고 있어 손주를 못 보는 게 콜린 부부의 고민거리인 듯.
- 소피아(Sofia J. Reeds)

콜린의 배우자. 피아니스트이다. 콜린이 지크문드 사에 의뢰를 고민할 때, 처음엔 반대하다 나중에는 허락한다.
- 페이(Faye)

콜린의 어린시절 기억에서 처음 등장한 소녀. 이후 청소년기를 거쳐 청년기까지 꽤나 오랜시간동안 소꿉친구 사이로 함께 지내왔지만 아시다시피 현 시점에서 콜린과 결혼한 사람은 소피아. 그래서 처음에는 원래 페이랑 결혼할 생각이었는데 그녀가 사고로 죽는 바람에 지금의 아내를 만나 결혼한것 아니냐는 추측이 있다.

## 평가
| 평가                                                                                       |        |
| ------------------------------------------------------------------------------------------ | ------ |
| 통합 점수 통합사 점수 메타크리틱 81/100 [ 1 ] 평론 점수 평론사 점수 App Trigger 8/10 [ 2 ] |        |
| 통합 점수                                                                                  |        |
| 통합사                                                                                     | 점수   |
| 메타크리틱                                                                                 | 81/100 |
| 평론 점수                                                                                  |        |
| 평론사                                                                                     | 점수   |
| App Trigger                                                                                | 8/10   |